# Claudio Cantelli
Claudio Cantelli Jr. (Guarapuava, 20 mei 1989) is een Braziliaans autocoureur.

## Carrière
Nadat hij in het karting uitkwam, waarbij hij nationaal kampioen werd, maakte Cantelli zijn debuut in het formuleracing in 2006 in de Braziliaanse Formule Renault 2.0. Tijdens het seizoen stapte hij over van Dragão Motorsport naar Cesário F.Renault en behaalde twee podiumplaatsen op het Autódromo Internacional Nelson Piquet, waarmee hij negende werd in het kampioenschap. Dat jaar nam hij ook deel aan zes races van de Eurocup Formule Renault 2.0 voor het team Graff Racing en behaalde op het Circuit Bugatti één punt, waarmee hij als 29e in het kampioenschap eindigde. Aan het eind van het seizoen nam hij deel aan de Britse Formule Renault 2.0 Winter Series, op Brands Hatch en het Croft Circuit. Voor het team Position 1 eindigde hij als elfde in het kampioenschap.
In 2007 stapte Cantelli over naar het nieuwe International Formula Master-kampioenschap. Hij behaalde voor het team JD Motorsport één punt met een achtste plaats op het Circuit de Pau, waarmee hij als 29e in het kampioenschap eindigde.
In 2008 stapte Cantelli over naar de Formule Renault 3.5 Series, waar hij voor het nieuwe team Ultimate Signature uitkwam. Hij nam deel aan de eerste vijf races van het seizoen voordat hij werd vervangen door  Esteban Guerrieri na het raceweekend op het Circuit de Monaco. Nadat hij het volgende raceweekend op Silverstone miste, keerde hij op de Hungaroring terug in het kampioenschap als vercanger van Aleix Alcaraz bij het team RC Motorsport. Hij behaalde drie punten met een achtste plaats op de Nürburgring, waardoor hij als 28e in het kampioenschap eindigde.
In 2009 keerde Cantelli terug naar Zuid-Amerika om in het Zuid-Amerikaanse Formule 3-kampioenschap te rijden. Voor het team Bassan Motorsport behaalde hij drie overwinningen op het Autódromo Internacional de Santa Cruz do Sul, het Piriápolis Street Circuit en het Autódromo Internacional Orlando Moura, waardoor hij achter Leonardo Cordeiro als tweede eindigde in het kampioenschap met 96 punten.
In 2011 nam Cantelli voor Bassan Motorsport deel aan drie van de negen raceweekenden van de Copa Chevrolet Montana, waarin hij met vijf punten als 27e in het kampioenschap eindigde.